# Nordman (musikgrupp)
Nordman är en svensk musikduo som blandar folkmusik, pop och rock. Duon består av sångaren Håkan Hemlin och låtskrivaren och nyckelharpspelaren Mats Wester och var i Sverige stilbildande i genren etnopop i mitten av 1990-talet.

## Historia
Gruppen slog igenom i början av 1994 med första singeln "Förlist" och det självbetitlade debutalbumet som släpptes i april samma år. Bland deras mest kända sånger finns "Förlist" och "Vandraren" från 1994 och "Be mig" från 1995. Folkmusikgruppen Väsen fungerade som kompband på skivinspelningar och turnéer. Sångaren och frontmannen Håkan Hemlin fick problem med drogmissbruk, vilket ledde till att gruppen splittrades 1998.
År 2002 hade Hemlin gjort klart en soloplatta, som släpptes samma år, trots bråk med skivbolaget. Hemlin hade turnerat flitigt i Finland, där några exemplar av soloalbumet råkat komma ut av misstag.
Efter att ha fått ordning på sitt liv har Hemlin sedan i februari 2004 återupptagit arbetet med Nordman tillsammans med Mats Wester. Deras första uppträdande blev den 10 juni 2004 när de gästade amerikanska The Hooters på deras Stockholmsspelning och där framförde 'Vandraren' tillsammans med bandet i ett bejublat uppträdande. De gjorde sedan comeback i den första deltävlingen (Göteborg) i Melodifestivalen 2005 med låten "Ödet var min väg" och gick, tillsammans med Shirley Clamp, direkt vidare till finalen i Globen där Nordman kom på niondeplats. Den 27 april 2005 släpptes deras comebackalbum titulerat Anno 2005.
Nordman deltog även i Melodifestivalen 2008 i deltävlingen i Karlskrona med låten "I lågornas sken". Melodin gick vidare till andra chansen i Kiruna, där den mötte "One Love" av Carola Häggkvist och Andreas Johnson, och vann. Den mötte sedan "Visst finns mirakel" av Suzzie Tapper i en andra duell i andra chansen, och vann där också. Därmed gick Nordmans låt vidare till den stora finalen som sändes den 15 mars 2008. Väl där slutade bidraget på sjätte plats.
Textförfattaren Py Bäckman, som skrivit Nordmans alla texter (utom "Förlist") under Nordmans succéperiod i mitten av 1990-talet, ersattes vid comebacken av gotlänningen Danne Attlerud. Bäckman skrev åter texter för Nordman i och med albumet Korsväg från 2010. Mats Wester är den som skriver musiken.
År 2013 gav de ut sin hittills enda låt på engelska, "Dance to the Loop", en flört med sjuttiotalsdiscon. En tidigare engelskspråkig låt, "Somebody Else" från 2007, finns dock tillgänglig på YouTube. Utöver detta har ett gäng plojiga tidiga versioner av några hitlåtar spelats in och finns på kassett; dessa är dock inte tillgängliga för allmänheten.
År 2014 utgav de sitt sjunde album Patina. Albumets låtar är skrivna av bland andra Mats Wester och Py Bäckman. Våren 2016 gav de åter ut nya singlar efter en paus på två år då de bägge hade andra projekt på sidan om (Mats Wester turnerade världen runt med Joe Bonamassa).
2019 släpptes singeln "Glöm det som var" och som följs upp med ett album, Tänk om. Bandet firade dessutom 25 år och gav två jubileumskonserter i december månad.
Från år 2020 och framåt har bandet haft en paus vilket Wester beskriver i en intervju med Aftonbladet i februari 2022. 2022 blev Nordman inbjudna att delta i Så mycket bättre. Detta resulterade i fyra nya singlar samt en vårturné 2023. De blev även antagna att för tredje gången delta i Melodifestivalen 2023 och tog sig till final med bidraget Släpp alla sorger via en tredjeplats i deltävling 3 och en förstaplats i semifinalen.

## Diskografi
Studioalbum
- 1994 – Nordman
- 1995 – Ingenmansland
- 1997 – Här och nu
- 2005 – Anno 2005
- 2008 – Djävul eller gud
- 2010 – Korsväg
- 2014 – Patina
- 2019 – Tänk om

Samlingsalbum

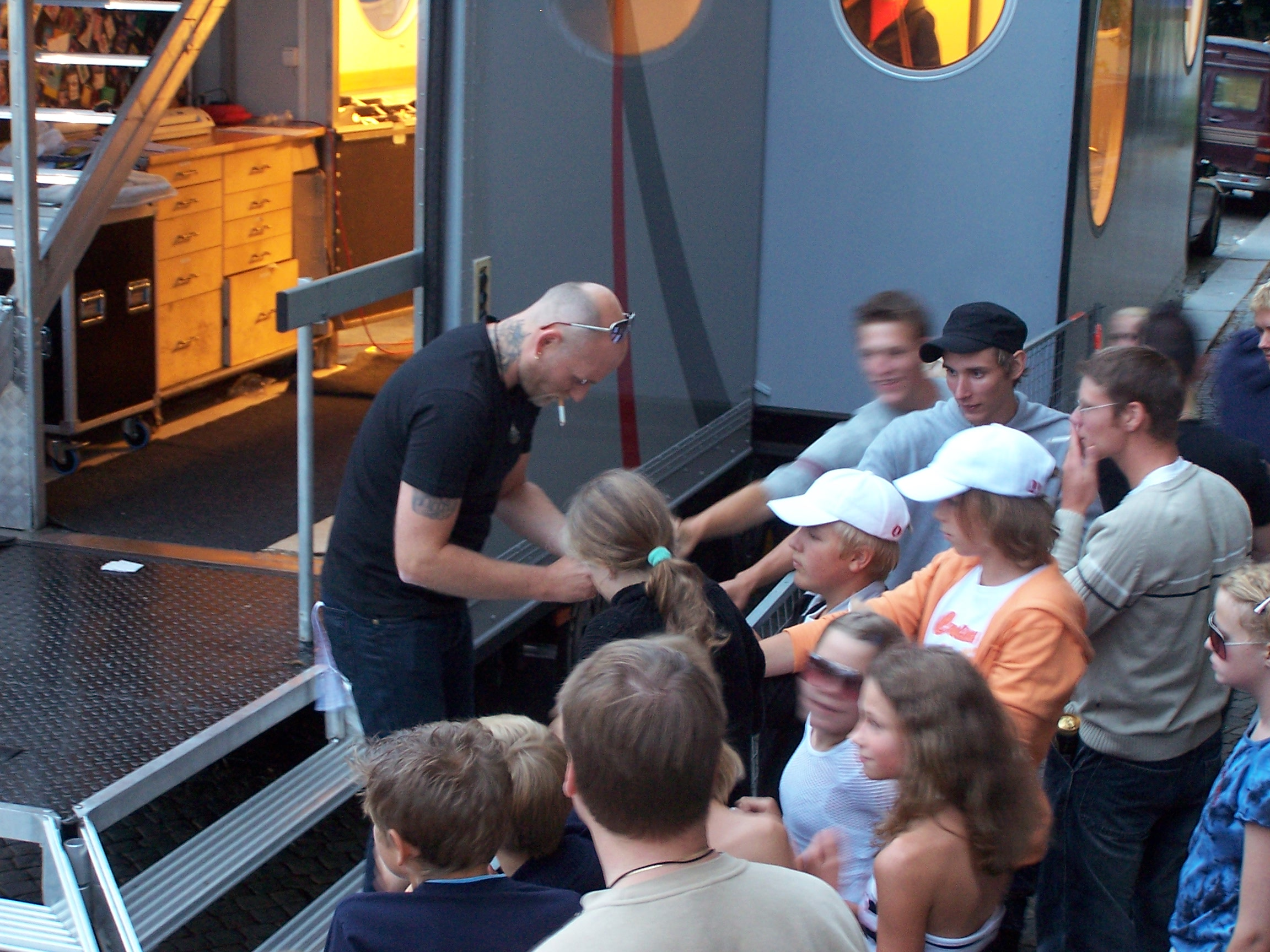
Håkan Hemlin skriver autografer före ett framträdande.

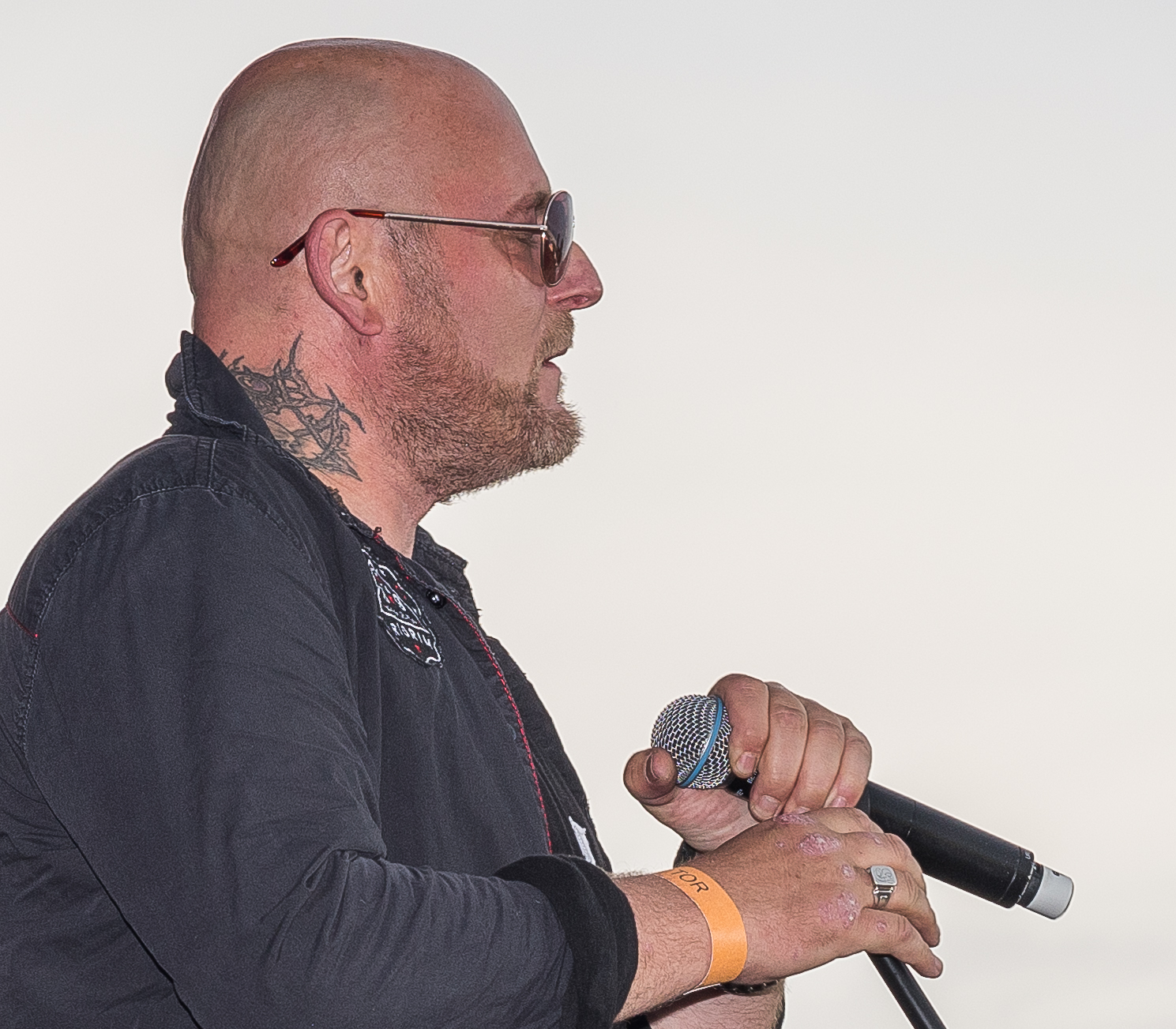
Håkan Hemlin under Stockholm Pride 2015.

- 2001 – Nordmans bästa - i vandrarens spår
- 2004 – Bästa
- 2008 – Pärlor

Singlar
- 1994 – "Förlist" (Indragen version!)
- 1994 – "Förlist" / "Om hon vill det själv"
- 1994 – "Vandraren" / "Strömkarlen"
- 1994 – "Laglöst land" / "Nu lever sommaren"
- 1994 – "Ännu glöder solen" / "Locklåt"
- 1995 – "Be mig" / "I nattens sista timma"
- 1995 – "På mossen" / "Be mig (instrumental)"
- 1995 – "Det sista du ser" / "Fly i ro"
- 1996 – "Live" (Singeln är inspelad på Olympen i Lund 16 mars 1996.)
- 1997 – "Se dig själv" / "Skrömt"
- 1997 – "Hjälp mig att leva" / "Det var inte här"
- 2005 – "Ödet var min väg"
- 2005 – "Allt eller ingenting" / "Livet tar det livet ger"
- 2007 – "Du behöver" / "Du behöver (instrumental)"
- 2008 – "I lågornas sken" / "Längtan"
- 2008 – "Hon är redan här"
- 2009 – "Om Gud var jag" / "Om Gud var jag (instrumental)"
- 2013 – "Dance to the Loop"
- 2016 – "Vår igen"
- 2016 – "Tagga ner"
- 2016 – "Tiden har talat"
- 2016 – "Hallelujah"
- 2017 – "Dag och natt"
- 2019 – "Glöm det som var"
- 2019 – "Trasiga själar"
- 2022 – ”För rediga män”
- 2022 – ”Vi kan vinna”
- 2022 – ”Så länge sen”
- 2022 – ”Tårar av guld”
- 2022 – ”Allt börjar om på nytt”
- 2022 – ”Vandraren (J.O.X Remix)”
- 2023 – ”Släpp alla sorger”

Annat
- 2006 – "Julen för mej" (Låten finns med på Julskivan som är ett album med blandade artister), även inspelad tillsammans med Lotta Engberg 2009 på hennes julalbum Jul hos mig
- 2007 – "Livet som en värsting" (cd-singel tillsammans med rapparen Vahid Rastegar)
- 2017 – "Ge dig" / "Ge dig (instrumental)" (cd-singel tillsammans med rapparen Rasmus Gozzi & Dogge Doggelito)

Video
- 1996 – I vandrarens spår – live (VHS)

Outgivna låtar
- 1994 – "Mickelsmäss"
- 2006 – "För redeliga män"
- 2007 – "Somebody else" (som för övrigt är Nordmans första engelska låt)
- 2017 – "Bird of Prey" (Vandraren på engelska)